# اداندوواوا
اداندوواوا (به لاتین: Edanduwawa) یک منطقهٔ مسکونی در سری‌لانکا است که در استان مرکزی (سری‌لانکا) واقع شده‌است.